# 1993-as Sanremói Dalfesztivál
A negyvenharmadik 1993-as Sanremói dalfesztivált 1993. február 23. és 27. között tartották meg Sanremóban, az Ariston Színházban. A műsort a Rai 1 közvetítette, a műsorvezetők Pippo Baudo és Lorella Cuccarini voltak. Pippo Baudo már hatodik alkalommal vezette a műsort. Lorella Cuccarini első alkalommal volt műsorvezető, aki akkoriban vezette a Canale 5-n futó Buona Domenica című vasárnapi műsorfolyamot.
A verseny az eddigi szokásoktól eltérően 4 napos volt, mert 1993. február 24-én a Rai 1 a Portugália-Olaszország labdarúgó selejtező mérkőzést közvetítette, amit az 1994-es labdarúgó világbajnokság miatt tartottak meg. A dalokhoz élő zenekari kíséret tartozott.
A fesztivált győztese a "nagyok" közt Enrico Ruggeri lett Mistero (Rejtély) című dalával, az "Új felfedezettek" kategóriában a 18 évesen debütáló Emilia-Romagnaból származó Laura Pausini a La Solitudine (Magány) dalával nyert.

## Versenyzők és helyezésük

### "Nagy" kategória
| "Nagy" kategória előadói | "Nagy" kategória előadói | "Nagy" kategória előadói      |
| Dal címe és magyar jelentése, Előadó(k) és szerző(k)                                                                                 | Helyezés                 | Megjegyzés                    |
| --- | ------------------------ | ----------------------------- |
| "Mistero" (Rejtély) – Enrico Ruggeri (Enrico Ruggeri)                                                                                | 1                        | - "Nagyok" kategória győztese |
| "Dietro la porta" (Az ajtó mögött) – Cristiano De André (Daniele Fossati, Cristiano De André)                                        | 2                        | - Kritikusok-díja győztese    |
| "Gli amori diversi" (Különböző szerelmek) – Rossana Casale & Grazia Di Michele (Rossana Casale, Giorgio Restelli, Grazia Di Michele) | 3                        |                               |
| "Dedicato a te" (Neked címezve) – Matia Bazar (Laura Valente, Maurizio Bassi, Sergio Cossu, Aldo Stellita, Carlo Marrale)            | 4                        |                               |
| "Ave Maria" – Renato Zero (Renato Fiacchini, Renato Serio)                                                                           | 5                        |                               |
| "Figli di chi" – Mietta & I Ragazzi di Via Meda (Daniela Miglietta, Antonello de Sanctis, Giuseppe Isgrò, Filippo Neviani)           | 6                        |                               |
| "Stato di calma apparente" (Látszólagos nyugalmi állapot) - Paola Turci (Paola Turci, Gaio Chiocchio)                                | 7                        |                               |
| "Non so più a chi credere" (Nem tudom már kinek higgyek)- Biagio Antonacci (Biagio Antonacci)                                        | 8                        |                               |
| "Notte bella, magnifica" (Szép éjszaka, nagyszerű) - Amedeo Minghi (Amedeo Minghi)                                                   | 9                        |                               |
| "Un anno di noi" (Egy év rólunk)- Francesca Alotta (Giancarlo Bigazzi, Marco Falagiani, Giuseppe Dati)                               | 10                       |                               |
| "Sogno" (Álom) - Andrea Mingardi (Andrea Mingardi)                                                                                   | 11                       |                               |
| "L'Italia è bbella" (Olaszország szép) - Roberto Murolo (Carlo Faiello)                                                              | 12                       |                               |
| "Qui gatta ci cova" - Tullio De Piscopo (Mario & Giosy Capuano, Tullio De Piscopo)                                                   | 13                       |                               |
| "Stiamo come stiamo" (Vagyunk akik vagyunk) - Loredana Bertè & Mia Martini (Maurizio Piccoli, Loredana Bertè)                        | 14                       |                               |
| "Una canzone d'amore" (Egy szerelemi dal) - Nino Buonocore (Michele De Vitis, Nino Buonocore)                                        | 15                       |                               |
| "Balla italiano" – Jo Squillo (Jo Squillo)                                                                                           | Kiesett                  |                               |
| "Cambiamo musica" – Ladri di Biciclette ft. Tony Esposito (Tony Esposito, Enrico Prandi, Giorgio Verdelli, Gianluigi Di Franco)      | Kiesett                  |                               |
| "Come passa il tempo" – Maurizio Vandelli, Dik Dik & I Camaleonti (Giancarlo Bigazzi, Riccardo Del Turco e Giuseppe Dati)            | Kiesett                  |                               |
| "Dammi 1 bacio" – Francesco Salvi (Francesco Salvi, Mario Natale, Roberto Turatti)                                                   | Kiesett                  |                               |
| "L'alba" – Peppino Gagliardi (Sergio Cirillo, Peppino Gagliardi)                                                                     | Kiesett                  |                               |
| "La voce delle stelle" – Peppino di Capri (Giuseppe Faiella, Mimmo Di Francia, Fabrizio Berlincioni)                                 | Kiesett                  |                               |
| "Sulla strada del mare" – Schola Cantorum (Antonello de Sanctis, Alberto Cheli)                                                      | Kiesett                  |                               |
| "Tu tu tu tu" – Alessandro Canino (Giancarlo Bigazzi, Paolo Hollesch, Alessandro Baldinotti, Giuseppe Dati)                          | Kiesett                  |                               |
| "Uomini addosso" – Milva (Roby Facchinetti, Valerio Negrini)                                                                         | Kiesett                  |                               |

### "Új felfedezett" kategória
| "Új felfedezett" kategória énekesei                                                                                                 | "Új felfedezett" kategória énekesei | "Új felfedezett" kategória énekesei                          |
| Dal címe és magyar jelentése , előadó(k) és szerző(k)                                                                               | Helyezés                            | Megjegyzések                                                 |
| --- | ----------------------------------- | ------------------------------------------------------------ |
| "La solitudine" (Magány) - Laura Pausini (Pietro Cremonesi, Angelo Valsiglio, Federico Cavalli)                                     | 1                                   | - "Új felfedezettek" kategória győztese                      |
| "Ma non ho più la mia città" (De nincsen többé a városom) - Gerardina Trovato (Gerardina Trovato, Donatella Milani, Mauro Malavasi) | 2                                   |                                                              |
| "In te" (Benned)- Nek (Filippo Neviani, Antonello de Sanctis, Giuseppe Isgrò)                                                       | 3                                   |                                                              |
| "Guardia o ladro" (Őr vagy tolvaj) - Bracco Di Graci (Bracco Di Graci)                                                              | 4                                   |                                                              |
| "L'amore vero" (Igaz szerelem) - Erminio Sinni (Erminio Sinni, Riccardo Cocciante)                                                  | 5                                   |                                                              |
| "Non volevo" (Nem akartam) - Rosario Di Bella (Rosario Di Bella)                                                                    | 6                                   |                                                              |
| "Non è tardi" (Nem késő) - Marco Conidi (Marco Conidi, Massimo Mastrangeli)                                                         | 7                                   |                                                              |
| "Non ci prenderanno mai" - Fandango (Lidia Fiori, Roberto Lanzo)                                                                    | 8                                   |                                                              |
| "Quello che non siamo" - Tony Blescia (Tony Blescia)                                                                                | 9                                   |                                                              |
| "A piedi nudi" - Angela Baraldi (Angela Baraldi, Marco Bertoni, Enrico Serotti)                                                     | Kiesett                             | - Kritikusok-díj győztese az "Új felfedezettek" kategóriában |
| "Caramella" -Leo Leandro (Salvatore Jovine, Leopoldo D'Angelo)                                                                      | Kiesett                             |                                                              |
| "Ci vuole molto coraggio" - Luca Manca, Luca Virago, Emanuela & Gabriele Fersini (Alberto Salerno, Maurizio Fabrizio)               | Kiesett                             |                                                              |
| "Femmene" - Niné (Giulia Guido, Matteo Bonsanto, Stefano Pulga, Maurizio Preti)                                                     | Kiesett                             |                                                              |
| "Femmina" - Marcello Pieri (Marcello Pieri)                                                                                         | Kiesett                             |                                                              |
| "Finché vivrò" - Lorenzo Zecchino (Lorenzo Zecchino)                                                                                | Kiesett                             |                                                              |
| "Il mare delle nuvole" - Antonella Bucci (Eros Ramazzotti, Adelio Cogliati)                                                         | Kiesett                             |                                                              |
| "Non dire mai" - Cliò (Elio Palumbo, Vania Magelli)                                                                                 | Kiesett                             |                                                              |
| "Tu con la mia amica" - Maria Grazia Impero (Enrico Riccardi)                                                                       | Kiesett                             |                                                              |

## Botrányok
- Nek dala az In te felháborodást váltott ki feminista szervezetektől, mert a dal abortuszellenes volt.[2]
- A "Nagyok" kategória eredményhirdetésekor a közönség többször is nem tetszését fejezte ki az eredmények miatt: Nino Bunocore, Loredana Bertè, Mia Martini, Biagio Antonacci és Amedeo Minghi esetében csak bekiabálások voltak, míg az ötödik helyezett Renato Zero nevének bemondása után kifütyülte a közönség Pippo Baudot, aki egy percig nem szólalt meg.[3]

## Érdekességek
- Nek saját dala mellette társszerzője volt a Fighi di chi című dalnak is, amit Mietta énekesnő és az I ragazzi di Via Meda együttes énekelt el.
- Loredana Bertè és Mia Martini először énekelt közösen a fesztiválon, akik a Stiamo come stiamo című dalukban, saját magukról és köztük levő testvéri viszonyról énekeltek, a dal egyik társszerzője Loredana volt.

## Vendég énekesek
- Rod Stewart
- Diana Ross

## Dalok helyezései az eladási listán
| Előadó                                  | Kislemez neve            | Olaszország (Legjobb eredmény) | Olaszország (Éves eladási eredmény) |
| --------------------------------------- | ------------------------ | ------------------------------ | ----------------------------------- |
| Laura Pausini                           | La solitudine            | 1                              | 15                                  |
| Maurizio Vandelli, Dik Dik & Camaleonti | Come passa il tempo      | 4                              | 43                                  |
| Enrico Ruggeri                          | Mistero                  | 1                              | 48                                  |
| Renato Zero                             | Ave Maria                | 3                              | 55                                  |
| Francesca Alotta                        | Un anno di noi           | 8                              | 85                                  |
| Cristiano De André                      | Dietro la porta          | 12                             | 96                                  |
| Biagio Antonacci                        | Non so più a chi credere | 7                              | -                                   |
| Rossana Casale és Grazia Di Michele     | Gli amori diversi        | 7                              | -                                   |
| Paola Turci                             | Stato di calma apparente | 25                             | -                                   |

## Fordítás
- Ez a szócikk részben vagy egészben  a   Festival di Sanremo 1993 című olasz Wikipédia-szócikk ezen változatának fordításán alapul.  Az eredeti cikk szerkesztőit annak laptörténete sorolja fel. Ez a jelzés csupán a megfogalmazás eredetét és a szerzői jogokat jelzi, nem szolgál a cikkben szereplő információk forrásmegjelöléseként.
- Ez a szócikk részben vagy egészben  a   Sanremo Music Festival 1993 című angol Wikipédia-szócikk ezen változatának fordításán alapul.  Az eredeti cikk szerkesztőit annak laptörténete sorolja fel. Ez a jelzés csupán a megfogalmazás eredetét és a szerzői jogokat jelzi, nem szolgál a cikkben szereplő információk forrásmegjelöléseként.